# Camilla sabroskyi
Camilla sabroskyi är en tvåvingeart som beskrevs av Papp 1982. Camilla sabroskyi ingår i släktet Camilla och familjen gnagarflugor.
Artens utbredningsområde är Grekland. Inga underarter finns listade i Catalogue of Life.